# Grünköpfchen
Das Grünköpfchen (Agapornis swindernianus), auch Swinderens Unzertrennlicher oder Halsbandunzertrennlicher, ist eine Art aus der Gattung der Unzertrennlichen. Gemeinsam mit den anderen Arten dieser Gattung sowie dem Graupapagei, den Langflügelpapageien, dem Halsbandsittich und den auf Madagaskar endemischen Vasapapageien zählt diese Art zu den typischen Papageienarten der Afrotropis.

## Beschreibung

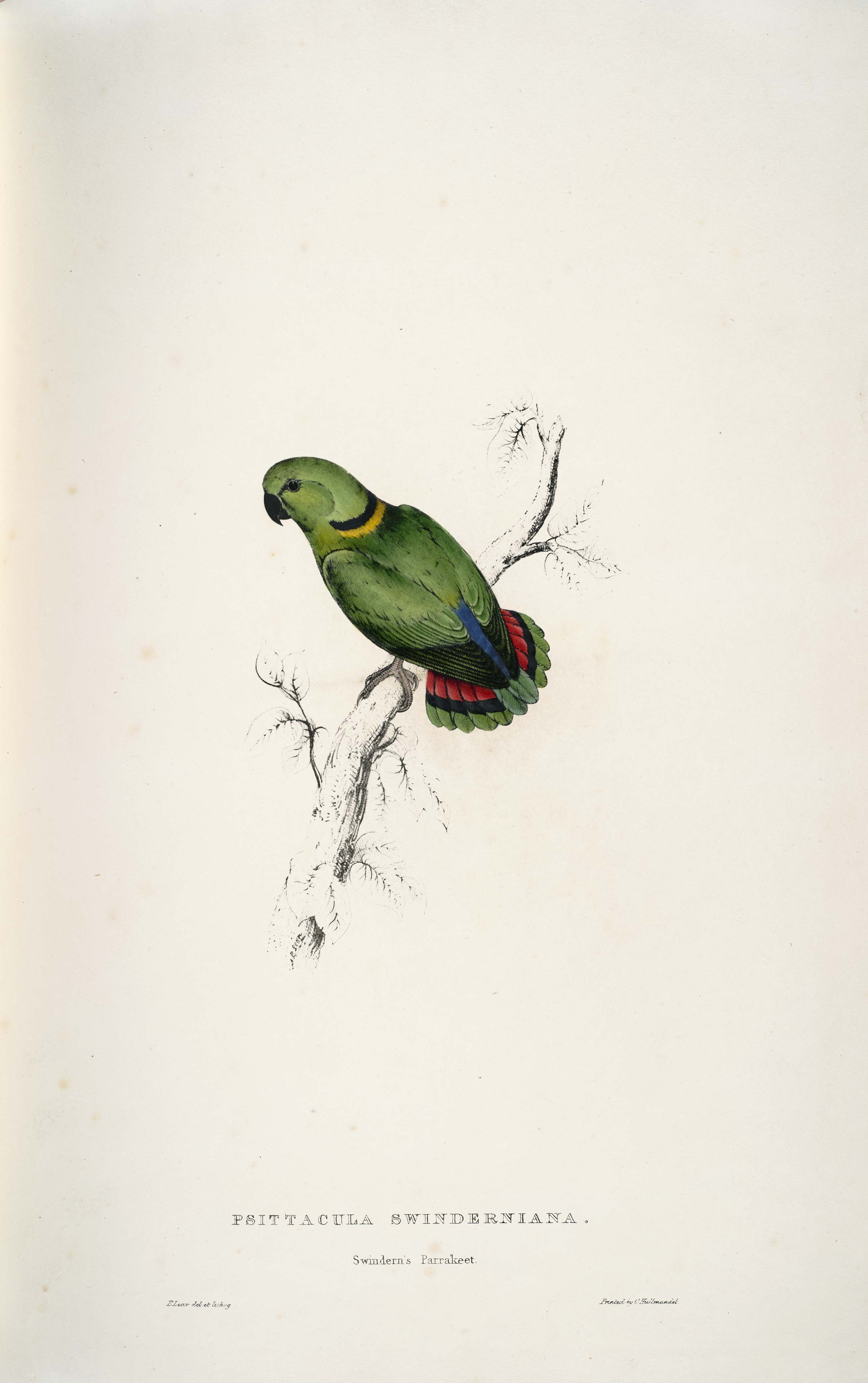
Zeichnung von Edward Lear (1812–1888)

Grünköpfchen werden zwischen 13 und 15 cm lang und 39 bis 41 g schwer. Sie haben einen auffallend grünen Kopf der an den Seiten blasser wird. Im Nacken befindet sich ein schwarzes Band das in ein verwaschenes gelbliches Band übergeht. Dieses läuft um den Hals weiter und wird dabei immer blasser und läuft in der Kehle gelb verwaschen aus. Der Rücken und die Flügeldecken sind grün, verfärben sich aber im Bereich des unteren Rückens, des Bürzels sowie der Oberschwanzdecken zu einem ultramarinblau. Die Unterseite ist hellgrün. Die Flügel sind an den Innenseiten grün und gehen an den Spitzen ins schwarze über und münden in einem grünen Saum am Außenrand. Die Flügelunterseite ist gänzlich grün. Der Schwanz ist an seiner Wurzel rot gefärbt und geht über ein schwarzes Band wieder in ein grün über. Die Schwanzfedern in der Mitte allerdings sind gänzlich grün. Die Augen sind gelb bis orange. Der Oberschnabel ist schwarz und der Unterschnabel grau gefärbt, die Füße sind ebenso grau.
Bei Jungen Vögeln fehlt das Schwarze Nackenband gänzlich, und der Schnabel ist heller.
Es gibt keine farbliche Unterscheidung zwischen den Geschlechtern.

## Verbreitung und Lebensraum

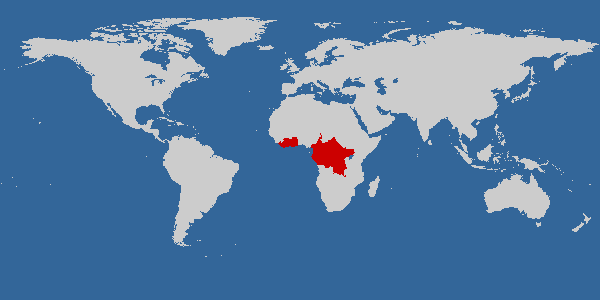
Verbreitungsgebiet

Das Verbreitungsgebiet des Grünköpfchens erstreckt sich auf Liberia und Ghana, Kamerun, Gabun, die Zentralafrikanische Republik, den Kongo und das westliche Uganda. Es ist so groß, dass man drei geografische Unterarten unterscheidet. Der Lebensraum umfasst immergrüne Tieflandwälder mit dichter Vegetation und Wälder bis in Höhen von 1800 m.

## Lebensweise und Ernährung
Die bevorzugte Nahrung der Grünköpfchen scheinen Feigen zu sein. Wegen dieser Nahrungsspezialisierung gehören Grünköpfchen zu den nur selten in menschlicher Obhut gepflegten Unzertrennlichen. Bei Magenuntersuchungen wurde allerdings auch nachgewiesen, dass sie Hirse, halbreifen Mais sowie andere Früchte fressen, ebenso wie Insektenlarven und Raupen, die gefunden wurden.
Über die Nistgewohnheiten des Grünköpfchens ist im Unterschied zu den übrigen Arten der Unzertrennlichen nichts bekannt.

## Lautäußerung
Ihre Rufe sind sehr gedämpft und ähneln einem Zwitschern sie wiederholen sich schnell und sind zwischendurch auch schon mal sehr schrill. Bei Beunruhigung gehen ihre Schreie in ein lautes Kreischen über.

## Unterarten
- Agapornis swindernianus zenkeri (Reichenow), zentrales Afrika von Süd-Kamerun über Gabun und den Osten sowie Westen des Kongos und Südwesten der Zentralafrikanischen Republik mit breiterem orangefarbenem bis rotbraunem Nackenband
- Agapornis swindernianus emini (Neumann), Zentral-Kongo bis West-Uganda, dunklere Farbvariante mit stärker gebogenem Schnabel

## Trivia
Die Art wurde nach dem Professor an der Universität Groningen Theodorus van Swinderen (1784–1851) benannt.